# Varese Calcio 1977-1978
Questa voce raccoglie le informazioni riguardanti il Varese Calcio nelle competizioni ufficiali della stagione 1977-1978.

## Rosa
| N. |                   | Ruolo | Calciatore           |
| -- | ----------------- | ----- | -------------------- |
|    | Italia (bandiera) | D     | Antonio Elia Acerbis |
|    | Italia (bandiera) | A     | Roberto Baldan       |
|    | Italia (bandiera) | A     | Giancarlo Bardelli   |
|    | Italia (bandiera) | P     | Lamberto Boranga     |
|    | Italia (bandiera) | D     | Fabiano Brambilla    |
|    | Italia (bandiera) | A     | Salvatore Cascella   |
|    | Italia (bandiera) | C     | Antonio Criscimanni  |
|    | Italia (bandiera) | C     | Vito De Lorentis     |
|    | Italia (bandiera) | C     | Paolo Doto           |
|    | Italia (bandiera) | P     | Leopoldo Fabris      |
|    | Italia (bandiera) | A     | Sergio Ferretti      |
|    | Italia (bandiera) | C     | Maurizio Giovannelli |

| N. |                   | Ruolo | Calciatore          |
| -- | ----------------- | ----- | ------------------- |
|    | Italia (bandiera) | A     | Giorgio Mariani     |
|    | Italia (bandiera) | D     | Fabio Massimi       |
|    | Italia (bandiera) | A     | Giampaolo Montesano |
|    | Italia (bandiera) | C     | Salvatore Mura      |
|    | Italia (bandiera) | P     | Enrico Nieri        |
|    | Italia (bandiera) | C     | Massimo Pedrazzini  |
|    | Italia (bandiera) | A     | Ernestino Ramella   |
|    | Italia (bandiera) | A     | Roberto Russo       |
|    | Italia (bandiera) | C     | Franco Salvadè      |
|    | Italia (bandiera) | C     | Ubaldo Spanio       |
|    | Italia (bandiera) | D     | Sergio Taddei       |
|    | Italia (bandiera) | C     | Rosolo Vailati      |

## Risultati

### Serie B

#### Girone di andata
| 11 settembre 1977 1ª giornata | Varese | 2 – 0 | Brescia |  |

| 18 settembre 1977 2ª giornata | Sampdoria | 0 – 0 | Varese |  |

| 25 settembre 1977 3ª giornata | Varese | 0 – 3 | Ascoli |  |

| 2 ottobre 1977 4ª giornata | Cagliari | 4 – 3 | Varese |  |

| 9 ottobre 1977 5ª giornata | Varese | 1 – 0 | Cesena |  |

| 16 ottobre 1977 6ª giornata | Catanzaro | 1 – 0 | Varese |  |

| 23 ottobre 1977 7ª giornata | Varese | 0 – 0 | Taranto |  |

| 30 ottobre 1977 8ª giornata | Palermo | 0 – 0 | Varese |  |

| 10 dicembre 1967 9ª giornata | Varese | 0 – 2 | Monza |  |

| 13 novembre 1977 10ª giornata | Bari | 3 – 0 | Varese |  |

| 20 novembre 1977 11ª giornata | Varese | 1 – 0 | Rimini |  |

| 27 novembre 1977 12ª giornata | Varese | 1 – 1 | Avellino |  |

| 4 dicembre 1977 13ª giornata | Lecce | 1 – 2 | Varese |  |

| 11 dicembre 1977 14ª giornata | Ternana | 1 – 1 | Varese |  |

| 18 dicembre 1977 15ª giornata | Varese | 0 – 0 | Como |  |

| 31 dicembre 1977 16ª giornata | Varese | 0 – 0 | Modena |  |

| 8 gennaio 1978 17ª giornata | Pistoiese | 2 – 2 | Varese |  |

| 15 gennaio 1978 18ª giornata | Sambenedettese | 1 – 0 | Varese |  |

| 22 gennaio 1978 19ª giornata | Varese | 2 – 1 | Cremonese |  |

#### Girone di ritorno
| 29 gennaio 1978 20ª giornata | Brescia | 0 – 0 | Varese |  |

| 5 febbraio 1978 21ª giornata | Varese | 1 – 0 | Sampdoria |  |

| 12 febbraio 1978 22ª giornata | Ascoli | 4 – 1 | Varese |  |

| 19 febbraio 1978 23ª giornata | Varese | 2 – 2 | Cagliari |  |

| 26 febbraio 1978 24ª giornata | Cesena | 3 – 0 | Varese |  |

| 5 marzo 1978 25ª giornata | Varese | 3 – 1 | Catanzaro |  |

| 12 marzo 1978 26ª giornata | Taranto | 1 – 0 | Varese |  |

| 26 marzo 1978 27ª giornata | Varese | 1 – 0 | Palermo |  |

| 2 aprile 1978 28ª giornata | Monza | 1 – 1 | Varese |  |

| 9 aprile 1978 29ª giornata | Varese | 2 – 2 | Bari |  |

| 16 aprile 1978 30ª giornata | Rimini | 1 – 1 | Varese |  |

| 23 aprile 1978 31ª giornata | Avellino | 2 – 1 | Varese |  |

| 30 aprile 1978 32ª giornata | Varese | 0 – 0 | Lecce |  |

| 7 maggio 1978 33ª giornata | Varese | 0 – 1 | Ternana |  |

| 14 maggio 1978 34ª giornata | Como | 2 – 1 | Varese |  |

| 21 maggio 1978 35ª giornata | Modena | 1 – 4 | Varese |  |

| 28 maggio 1978 36ª giornata | Varese | 1 – 0 | Pistoiese |  |

| 4 giugno 1978 37ª giornata | Varese | 0 – 0 | Sambenedettese |  |

| 11 giugno 1978 38ª giornata | Cremonese | 3 – 0 | Varese |  |

## Statistiche

### Statistiche di squadra
| Competizione | Punti | In casa | In casa | In casa | In casa | In casa | In casa | In trasferta | In trasferta | In trasferta | In trasferta | In trasferta | In trasferta | Totale | Totale | Totale | Totale | Totale | Totale | DR  |
| Competizione | Punti | G       | V       | N       | P       | Gf      | Gs      | G            | V            | N            | P            | Gf           | Gs           | G      | V      | N      | P      | Gf     | Gs     | DR  |
| ------------ | ----- | ------- | ------- | ------- | ------- | ------- | ------- | ------------ | ------------ | ------------ | ------------ | ------------ | ------------ | ------ | ------ | ------ | ------ | ------ | ------ | --- |
| Serie B      | 35    | 19      | 8       | 8       | 3       | 17      | 13      | 19           | 2            | 7            | 10           | 17           | 31           | 38     | 10     | 15     | 13     | 34     | 44     | -10 |
| Coppa Italia | .     | .       | .       | .       | .       | .       | ..      | ..           | .            | .            | .            | ..           | ..           | .      | .      | .      | .      | ..     | ..     | -.. |
| Totale       |       | .       | .       | .       | .       | .       | ..      | ..           | .            | .            | .            | ..           | ..           | .      | .      | .      | .      | ..     | ..     | -.. |

### Statistiche dei giocatori
| Giocatore      | Serie B  | Serie B | Serie B     | Serie B    | Coppa Italia | Coppa Italia | Coppa Italia | Coppa Italia | Totale   | Totale | Totale      | Totale     |
| Giocatore      | Presenze | Reti    | Ammonizioni | Espulsioni | Presenze     | Reti         | Ammonizioni  | Espulsioni   | Presenze | Reti   | Ammonizioni | Espulsioni |
| -------------- | -------- | ------- | ----------- | ---------- | ------------ | ------------ | ------------ | ------------ | -------- | ------ | ----------- | ---------- |
| A. Acerbis     | 1        | 0       | ?           | ?          | ?            | ?            | ?            | ?            | 1+       | 0+     | ?           | ?          |
| R. Baldan      | 1        | 0       | ?           | ?          | ?            | ?            | ?            | ?            | 1+       | 0+     | ?           | ?          |
| G. Bardelli    | 3        | 0       | ?           | ?          | ?            | ?            | ?            | ?            | 3+       | 0+     | ?           | ?          |
| L. Boranga     | 18       | -18     | ?           | ?          | ?            | ?            | ?            | ?            | 18+      | -18+   | ?           | ?          |
| F. Brambilla   | 30       | 0       | ?           | ?          | ?            | ?            | ?            | ?            | 30+      | 0+     | ?           | ?          |
| S. Cascella    | 23       | 1       | ?           | ?          | ?            | ?            | ?            | ?            | 23+      | 1+     | ?           | ?          |
| A. Criscimanni | 29       | 6       | ?           | ?          | ?            | ?            | ?            | ?            | 29+      | 6+     | ?           | ?          |
| V. De Lorentis | 27       | 3       | ?           | ?          | ?            | ?            | ?            | ?            | 27+      | 3+     | ?           | ?          |
| P. Doto        | 28       | 0       | ?           | ?          | ?            | ?            | ?            | ?            | 28+      | 0+     | ?           | ?          |
| L. Fabris      | 20       | -25     | ?           | ?          | ?            | ?            | ?            | ?            | 20+      | -25+   | ?           | ?          |
| S. Ferretti    | 1        | 0       | ?           | ?          | ?            | ?            | ?            | ?            | 1+       | 0+     | ?           | ?          |
| M. Giovannelli | 32       | 3       | ?           | ?          | ?            | ?            | ?            | ?            | 32+      | 3+     | ?           | ?          |
| G. Mariani     | 25       | 2       | ?           | ?          | ?            | ?            | ?            | ?            | 25+      | 2+     | ?           | ?          |
| F. Massimi     | 19       | 0       | ?           | ?          | ?            | ?            | ?            | ?            | 19+      | 0+     | ?           | ?          |
| G. Montesano   | 6        | 0       | ?           | ?          | ?            | ?            | ?            | ?            | 6+       | 0+     | ?           | ?          |
| S. Mura        | 2        | 0       | ?           | ?          | ?            | ?            | ?            | ?            | 2+       | 0+     | ?           | ?          |
| E. Nieri       | 1        | -1      | ?           | ?          | ?            | ?            | ?            | ?            | 1+       | -1+    | ?           | ?          |
| M. Pedrazzini  | 33       | 0       | ?           | ?          | ?            | ?            | ?            | ?            | 33+      | 0+     | ?           | ?          |
| E. Ramella     | 35       | 8       | ?           | ?          | ?            | ?            | ?            | ?            | 35+      | 8+     | ?           | ?          |
| R. Russo       | 11       | 1       | ?           | ?          | ?            | ?            | ?            | ?            | 11+      | 1+     | ?           | ?          |
| F. Salvadè     | 12       | 1       | ?           | ?          | ?            | ?            | ?            | ?            | 12+      | 1+     | ?           | ?          |
| U. Spanio      | 29       | 0       | ?           | ?          | ?            | ?            | ?            | ?            | 29+      | 0+     | ?           | ?          |
| S. Taddei      | 34       | 4       | ?           | ?          | ?            | ?            | ?            | ?            | 34+      | 4+     | ?           | ?          |
| R. Vailati     | 35       | 5       | ?           | ?          | ?            | ?            | ?            | ?            | 35+      | 5+     | ?           | ?          |